# Syritta stigmatica
Syritta stigmatica är en tvåvingeart som beskrevs av Friedrich Hermann Loew 1858. Syritta stigmatica ingår i släktet kompostblomflugor, och familjen blomflugor. Inga underarter finns listade i Catalogue of Life.